# Selamia tribulosa
Selamia tribulosa är en spindelart som först beskrevs av Simon 1909.  Selamia tribulosa ingår i släktet Selamia och familjen Zodariidae.
Artens utbredningsområde är Marocko. Inga underarter finns listade i Catalogue of Life.